# Britney's Dance Beat
Britney's Dance Beat는 2002년 출시한 게임이다. 브리트니 스피어스를 배경으로 하고 있다.